# Península de Seward
La península de Seward (del inglés: 'Seward Peninsula') es una gran península de los Estados Unidos localizada en la costa occidental de Alaska. Avanza en dirección E-O unos 320 km en el mar de Bering y bañan sus costas, al sur, el Norton Sound; al este, el estrecho de Bering; al noroeste, el mar de Chukchi; y, al norte, el Kotzebue Sound, justo por debajo del círculo polar ártico. La península tiene una longitud de unos 320 km y una anchura entre 145-225 km. 
La península de Seward fue una vez parte del puente de Beringia, una faja de tierra de aproximadamente mil millas de ancho que conectaba Siberia con el territorio continental de Alaska durante la Edad de Hielo del Pleistoceno. Este puente terrestre habría ayudado en la migración de seres humanos, así como especies vegetales y animales de Asia a América del Norte. 
Descubrimientos arqueológicos en toda la península de Seward demuestran que los esquimales inupiat han sido los habitantes de la región durante miles de años. Las excavaciones en sitios como el Trail Creek Cuevas y en el cabo Espenberg, en la Bering Land Bridge National Preserve así como cabo Denbigh, al sur, han proporcionado información sobre el calendario de migraciones prehistóricas de Asia a la península de Seward.

## Demografía
Las principales comunidades de la península de Seward, con estimaciones de población en 2005, se recogen en la tabla que sigue. 
| Ciudad         | Población |
| -------------- | --------- |
| Nome           | 3508      |
| Shismaref      | 581       |
| Buckland       | 434       |
| Koyuk          | 350       |
| Brevig Mission | 327       |
| Elim           | 302       |
| Teller         | 263       |
| White Mountain | 224       |
| Wales          | 151       |
| Golovin        | 150       |
| Deering        | 139       |

Otros lugares no habitados en la península de Seward son los pueblos mineros de Council, Salomón, Candle, Haycock y Taylor. Si bien aún frecuentados por la población local de las comunidades vecinas, ya no hay residentes en esos lugares. Hay una estación LORAN de Guardia Costera de Estados Unidos en Port Clarence]. La Fuerza Aérea de los Estados Unidos opera un radar en la estación de Tin City, 11 km al sureste de Gales.

## Geografía
La península de Seward tiene varias características geológicas destacadas. Los lagos de las Montañas del Diablo (Devil Mountain Lakes), en la parte norte de la península son los mayores lagos maar del mundo. Se formaron hace más de 21 000 años como resultado de una explosión subterránea de vapor Los lagos Killeak y White Fish son también los lagos volcánicos maar de notable tamaño en el norte de la península de Seward. Cuatro cadenas montañosas discurren por el lado sur de la península, siendo la más prominentes las montañas Kigluaik (o diente de sierra). El punto más alto de estas montañas, y de la península, es el pico Monte Osborn (1437 m). Las otras cadenas montañosas son las montañas Bendeleben, montañas Darby y las montañas York. El Lost Jim Lava Flow, al norte del Lago Kuzitrin, es un campo de lava formado aproximadamente de 1000 a 2000 años atrás, que abarca aproximadamente 228 km². 
Varias fuentes termales geotérmicas están distribuidos por toda la península, entre ellas Serpentine Hot Springs, Pilgrim Hot Springs, Granite Mountain, Elim, Clear Creek y Lava Creek.
La península de Seward tiene muchos cursos fluviales, siendo los mayores Koyuk, Kuzitrin, Niukluk, Fish, Tubuktilik, Kiwalik, Buckland y Agiupuk. Los ríos juegan un papel vital en la forma de vida de subsistencia de muchos de los residentes en la península, por su facilidad de viaje y la caza y la pesca. La mayoría de los ríos tienen al menos una pequeña época anual en que se puede pescar salmón, así como truchas, Thymallus arcticus, y corégonos de diversas especies, lucio europeo y burbot. La mayoría de los ríos de la península están congelados a mediados de octubre, y comienzan a deshelarse en la primavera, generalmente a mediados y finales de mayo. 
El punto más occidental de la península es cabo Príncipe de Gales, que es también el punto más occidental en el territorio continental de América. El cabo está a solamente 52 km de cabo Dezhneva, el punto más cercano del territorio continental de Rusia.

## Historia
La península lleva su nombre en honor de William H. Seward, el Secretario de Estado de los Estados Unidos que negoció la compra de Alaska a Rusia en 1867. 